# Cala (rivier)
De Cala is een riviertje in de gemeente Genepiën in de Belgische provincie Waals-Brabant, die als zijrivier van de Dijle behoort tot het stroomgebied van de Schelde.
De vallei van de Cala werd door Wallonië geregistreerd als biologisch waardevol gebied, Site de Grand Intérêt Biologique (SGIB).

## Geografie
De Cala ontspringt ten westen van Glabais, nabij de steenweg Chaussée de Bruxelles (N5). Vervolgens stroomt de rivier in oostelijke richting, langs het dorpscentrum van Glabais. Daarna stroomt de Cala over het grondgebied van deelgemeente Ways, langs de terreinen van de Golf de l'Empereur, en daarna verder over het grondgebied van deelgemeente Baisy-Thy. Daarna stroomt de Cala over het grondgebied van deelgemeente Bousval langs de gehuchten Sclage, Wanroux, La Motte (Bousval) en Noirhat. Op de grens van Bousval en Court-Saint-Étienne, tussen de gehuchten Noirhat en Mérivaux mondt de Cala dan uit in de Dijle.

## Geschiedenis
Reeds sinds de middeleeuwen was er economische activiteit langs het riviertje. Later verschenen verschillende watermolens op de Cala. In Glabais werd rond 1815 de Moulin de Glabais of Moulin Delay opgetrokken, die in 1895 weer verdween. In Ways werd in 1842 de Moulin de Cala of Moulin Sibille opgetrokken, die in 1892 verdween. In deelgemeente Bousval staat de Moulin de Bordeaux of Moulin de la Motte, die al in de 15de eeuw bestond. De molen is aangeduid op de Ferrariskaarten uit de jaren 1770.